# Jonas Rivanno
Jonas Rivanno, all'anagrafe Jonas Rivanno Wattimena (Surabaya, 20 marzo 1987), è un attore e modello indonesiano.

## Biografia
Nacque a Surabaa, in Indonesia, nel 1987. Oltre a modello e attore, Jonas Rivanno Wattimena è anche un discreto cantante. E' secondo di tre figli. Il 22 dicembre 2013 sposa la famosa artista indonesiana Asmirandah.

## Filmografia

### Cinema
- Isyarat, regia di Jujur Prananto (2013)

### Televisione
- Khanza - serie TV, 127 episodi (2008)
- Kawin Massal - serie TV, 25 episodi (2008)
- Nikita - serie TV, 126 episodi (2009-2010)
- Kemilau Cinta Kamila - serie TV, 365 episodi (2010-2011)
- Anugerah - serie TV, 473 episodi (2011-2012)
- Binar Bening Berlian - serie TV, 143 episodi (2012)
- Cinta Semalam, - film TV (2013)
- Asmara dibawah Hujan, - film TV (2013)
- Roti Buaya, - film TV (2013)